# 7D busz (Kecskemét)
A kecskeméti 7D jelzésű autóbusz a Daimler I. kaputól a Noszlopy Gáspár parkig közlekedett, kizárólag szabad- és munkaszüneti napokon délután. A viszonylatot a Kecskeméti Közlekedési Központ megrendelésére az Inter Tan-Ker Zrt. üzemeltette.

## Története
2020. március 23-ától a koronavírus-járvány következtében bevezetett megritkított menetrenddel ideiglenesen szüneteltették a járatot, azonban azóta sem indult újra.

## Útvonala
| Daimler I. kapu ► Noszlopy Gáspár park |
| --- |
| Daimler I. kapu vá. – Kiskunfélegyházai út – Külső Szegedi út – Bodzai utca – Juhász utca – Mezei utca – Bajcsy-Zsilinszky Endre körút – Csányi János körút – Rákóczi út – Kodály Zoltán tér – Noszlopy Gáspár park vá. |

## Megállóhelyei
| 0  | Daimler I. kapu induló végállomás      | |
| 4  | Szélmalom Csárda                       | 13D, 13K, 14D Helyközi buszok                                                                      |
| 5  | Agrikon                                | 13K, 14D                                                                                           |
| 6  | Kenyérgyár                             | 13K, 14D                                                                                           |
| 7  | Petőfi Nyomda                          | 13K, 14D                                                                                           |
| 8  | Élelmiszerbolt                         | 13K, 14D                                                                                           |
| 9  | Kinizsi utca                           | 13K, 14D                                                                                           |
| 10 | Mezei utca                             | 13D, 13K, 21                                                                                       |
| 11 | Katona József Színház                  | 1, 2, 2D, 3, 3A, 4A, 6, 11 (ünnepnapokon), 11A, 12, 13K, 15, 23A Helyközi buszok                   |
| 12 | Cifrapalota                            | 1, 2D, 4A, 12, 15, 23A Helyközi buszok                                                             |
| 14 | Vasútállomás                           | 1, 2D, 21 Helyközi buszok S20 , S210 , S220 , gyorsvonat, InterRégió, IC, expresszvonat, Televonat |
| 15 | Noszlopy Gáspár park érkező végállomás | 1, 2D, 15, 21, 21D, 22 Helyközi buszok Távolsági járatok                                           |